# Pius Daví i Segalés
Pius Daví i Segalés   (Moià, 25 d'abril de 1891 - Barcelona, 23 d'agost de 1956) va ser un actor i director teatral, deixeble de l'Escola d'Art Dramàtic Adrià Gual. Actuà a la companyia d'Enric Borràs. Es casà amb l'eminent actriu Maria Vila. Amb ella formà, l'any 1925, companyia de teatre. Van ser companyia titular del teatre Romea durant molts anys.

## Biografia
Fill de Francesc Daví i Martí ferrer d'ofici natural de Moià i Dolors Segalés i Boria natural de Tona. Inicià la seva formació artística en l'Escola Catalana d'Art Dramàtic, dirigida per Adrià Gual, en les quals sessions d'art celebrades en el Teatre Auditorium el 1912, es distingí en la interpretació d'obres de Molière, traduïdes al català. Després ingressà en la companyia del gran actor Enric Borràs, que actuava en el teatre Novedades de Barcelona.
El 1919 es casà amb l'actriu Maria Vila, sent ambdós presentats per Enric Borràs en el teatre Calderón de Madrid, amb l'obra La loca de la casa, de Benito Pérez Galdós. Incorporats més tard a la companyia Alba-Bonafé, Pius Daví i la seva esposa recorregueren els escenaris de les principals capitals espanyoles.
El 1924 estrenà Fidelitat, de Josep Maria de Sagarra, en el teatre Romea de Barcelona, del que la companyia Vila-Daví es constituí en titular des de 1927 fins al 1933, estrenant les millors produccions donades a l'escena catalana en aquella època pels més prominents autors, com L'hostal de la Glòria, L'alegria de Cervera i Desitjada, de Josep Maria de Sagarra; Els fills, La llotja i La sorpresa d'Eva, de Josep Maria Millàs-Raurell, i La bruixa blava i La caravana perduda, de Juli Vallmitjana.
En aquell mateix període, donà conèixer, traduïdes al català, encara que conservant les peculiaritats de la seva original presentació escènica, diverses obres del teatre modern estranger, com ara, El procés de Mary Dugan, El faquir Bengapur i El carrer d'Elmer Rice, i altres, que assoliren llargues sèries de representacions. Després realitzà algunes temporades de teatre castellà, estrenant a Madrid Estampas de la Pasión, Luis Fernández Ardavín, la traducció de L'hostal de la Glòria i una adaptació de La novicia de Santa Clara, de William Shakespeare. També estrenà al teatre Romea de Barcelona. El 1925, El partit del diumenge de Valentí Castanys i Alfons Roure.
Reincorporat a l'escena catalana, encara que alternant amb algunes actuacions en castellà, oferí al públic de Barcelona les primícies de noves obres del teatre vernacle. El 1950, per motius de salut, es retirà de la vida artística, deixant de compartir amb la seva esposa els èxits escènics que havien vingut assolint conjuntament.